# Vlachovice
Vlachovice (deutsch Wlachowitz) ist eine Gemeinde in Tschechien. Sie liegt sechs Kilometer südwestlich von Valašské Klobouky und gehört zum Okres Zlín.

## Geographie
Vlachovice befindet sich am nördlichen Fuße der Weißen Karpaten an der Grenze des Naturparks CHKO Bílé Karpaty. Das Dorf erstreckt sich zwischen den Einmündungen der Sviborka und Smolinka beiderseits des Flüsschens Vlára. Nördlich erheben sich die Výmoly (480 m), Díly (500 m) und Záluží (432 m), im Nordosten die Skalice (444 m), Vincúch (456 m) und Díly (417 m), östlich die Stráně (664 m), im Südosten die Brumovská (379 m) und Vysoká (642 m), südlich Rubanisko (501 m) und Trojková (404 m), im Südwesten der Háj (431 m) sowie nordwestlich der Hradisko (474 m) und Hrbov (441 m). Südwestlich des Dorfes befindet sich ein Militärgebiet.
Nachbarorte sind Vysoké Pole und Vlachova Lhota im Norden, Mirošov im Nordosten, Křekov im Osten, Hložec, Vaňatka und Brumov im Südosten, Vrbětice im Süden, Hluboké und Slavičín im Südwesten, Lipová und U Kovaříků im Westen sowie Haluzice, U Raků, Loučka und Újezd im Nordwesten.

## Geschichte
Archäologische Funde belegen eine frühzeitliche Besiedlung des Gemeindegebietes. Auf dem Ďulův kopec wurde eine Grabstätte der Urnenfelderkultur aufgefunden.
Die erste schriftliche Erwähnung des Dorfes erfolgte 1261 in der Gründungsurkunde des Klosters Smilheim. Vlachovice war Sitz der Vladiken Vlachovský von Vlachovice. Als erster dieses Geschlechts ist 1333 im Velehrader Codex Víšek von Vlachovice nachweisbar. Sitz der Vlachovský war ursprünglich die Feste Hradišťko und später die Wasserfeste Kaštýl. 1480 setzte Jan von Vlachovice Markvart von Honbice und Ořechov als Mitbesitzer der Herrschaft Vlachovice einschließlich der Feste sowie der Dörfer Vlachovice, Bohuslavice, Lhotka Vlachovska, Křekov und Šanov ein. Die erste Erwähnung der Kirche erfolgte im Jahre 1500. Um 1520 überschrieb Petr von Vlachovice seiner Frau 2000 Gulden aus Vlachovice mit Křekovice und den wüsten Dörfern Kolelky und Vlachova Lhota als Morgengabe. Jiřík Vlachovský von Vlachovice tauschte um 1548 Vlachovice samt allem Zubehör mit Wenzel d. J. Podstatzky von Prusinowitz gegen Liptál ein. Auf Gesuch Wenzel Podstatzkys erhob Ferdinand I. Vlachovice kurz vor dem Laurentiustag 1556 zum Städtchen mit den Privilegien zur Führung eines Wappens, der Ansiedlung von Handwerkern und der Abhaltung eines Jahrmarktes. Den Podstatzky von Prusinowitz folgten ab 1566 Damián Benjamin Aranyany und ab 1592 Ferenc Jakusič von Orbová und Vršatec als Besitzer. Von dessen Schwester Dorota fiel die Herrschaft 1626 ihren Söhnen Peter und Gabriel Serényi von Kis-Serény zu. Seit 1602 ist in Vlachovice eine Schule nachweisbar. Die Brüder Serényi verkauften die Güter zwei Jahre später an Sophie Bozňák von Magyarhely. 1638 fiel Vlachovice deren Tochter Esther Gräfin Forgács zu, die die Güter an ihre Herrschaft Brumov anschloss. Ab 1674 besaßen Johann Gabriel von Selb die Herrschaft Brumov. Nachfolgende Besitzer waren zwischen 1729 und 1835 die Grafen Illyesházy, danach Georg Simon von Sina. Die Matriken werden seit 1719 geführt. Bis zur Mitte des 19. Jahrhunderts blieb Vlachovice der Herrschaft Brumov untertänig.
Nach der Aufhebung der Patrimonialherrschaften bildete Vlachovice/Wlachowitz ab 1850 eine Marktgemeinde in der Bezirkshauptmannschaft Uherský Brod und dem Gerichtsbezirk Valašské Klobouky. 1869 wurde in Vlachovice ein Postamt eingerichtet. Im Jahre 1887 bildete sich die Freiwillige Feuerwehr. Besitzer der Güter war von 1856 bis 1876 Simon von Sina, danach bis 1894 dessen Tochter Josepha Iphigenie. Ihr folgte bis 1921 Anton Dreher. Nach dem Tode des Dreher-Enkels und Universalerben Oskar fielen die Güter 1926 seiner Mutter Edeltruda zu, die sie bis zur Enteignung 1945 besaß. 1947 wurde eine Bürgerschule eingerichtet. Bis 1948 wurden in Vlachovice Jahrmärkte abgehalten. Seit 1949 war Vlachovice dem Okres Valašské Klobouky zugeordnet und kam Ende 1960 nach dessen Aufhebung zum Okres Gottwaldov. 1961 wurde ein neues Schulhaus eingeweiht. 1967 wurde Vlachovice mit Vrbětice zu einer Gemeinde Vlachovice-Vrbětice vereint, die ihren Namen 1985 in Vlachovice änderte. In Vlachovice besteht ein Freibad.
2014 explodierte das Munitionsdepot Vlachovice.

## Gemeindegliederung
Die Gemeinde Vlachovice besteht aus den Ortsteilen Vlachovice (Wlachowitz) und Vrbětice (Wirbietitz).

## Sehenswürdigkeiten
- Pfarrkirche des Erzengels Michael, der im Jahre 1540 errichtete Bau weist in den Wänden des Chors Reste gotischer Fensterwölbungen auf, die auf die Zeit um 1240 datiert werden. In der Kirche befindet sich eine hölzerne Madonnenfigur aus der ersten Hälfte des 16. Jahrhunderts und ein vergoldeter Pacifikal aus dem Jahre 1741.
- Statue des hl. Johannes von Nepomuk, bei der Kirche, geschaffen 1771
- spätbarocke Statue der hl. Florian, aus dem Jahre 1869, in der Ortslage Dědina
- Reste der Herrenhofes und der Wasserfeste Kaštýl, im südwestlichen Teil des Dorfes, zerstört während der Kuruzeneinfälle zwischen 1703 und 1709
- Reste der Feste Hradišťko, am westlichen Ortsrand
- Naturreservat Podskaličí, mit Population des Alpensafran, nordöstlich des Dorfes in der Aue der Smolinka
- Wallfahrtskapelle der Jungfrau Maria auf dem Hložec (Hložecká kaple), errichtet 1953 anstelle einer barocken Kapelle. Sie entstand zum Gedenken an den Türkeneinfall von 1663 und die Kuruzeneinfalle von 1710 bis 1711.